# よせがき☆テレビ かいてみんけ↑
『よせがき☆テレビ かいてみんけ↑』（よせがきテレビ かいてみんけ）は、NHK金沢放送局が年に1回のペースで放送していた石川県内向けのバラエティ番組。

## 概要
金沢局の若手職員によるプロジェクト。毎回、募集のテーマに沿った投稿に基づいて制作されている。
第1回は2009年1月に放送。テーマは「さびしさ」で、1月9日に金沢フォーラス（金沢市）にて公開収録が行われた。4月には深夜に全国放送された。
第2回は2010年3月放送。制作決定後、2009年12月10日に番組Webサイトを復活させ投稿受付を開始した。テーマは「モテ」で、2月27日にエイトホール（金沢市）にて公開収録が行われた。2010年4月には中部地方7県で放送、5月には全国放送された。
第3回は開局80周年関連行事等の絡みで立ち上げが遅れ、2011年2月の「ことじろう通信」で制作決定が発表された。収録も3月13日（金沢市の県教育会館）と、前回より遅れている。
番組のタイトルになっている「かいてみんけ」（「書いてみんけ」）とは金沢弁の疑問形である「〜しんけ?」（標準語の「〜しない?」という意味）から来ている。

## 出演者

### 番組進行
- 山里亮太（南海キャンディーズ）
- 片山千恵子（当時金沢局アナウンサー）

### ゲスト
第1回（2009年1月放送分）
- 清水ミチコ
- キングオブコメディ
- ダンディ坂野 - VTR出演
- 瀬戸内寂聴 - VTR出演

第2回（2010年3月放送分）
- JOY
- オリエンタルラジオ
- 大沢あかね

## 放送日時

### 第1回「さびしさ」
本放送
いずれも石川県内の総合テレビにて、『めざせ!会社の星』アンコール放送を差し替え。
- 初回 2009年1月18日 23:40 - 24:10
- 2回目 2009年1月25日 23:30 - 24:00

全国放送
『ミッドナイトチャンネル』枠で2本連続放送。
- 2009年4月22日 26:55 - 27:56

再放送
- 2010年3月22日 25:45 - 26:46

### 第2回「モテ」
本放送（石川県内のみ）
- 2010年3月25日 22:00 - 22:43

中部地方7県放送
- 2010年4月26日 1:00 - 1:43（25日深夜）

全国放送（近畿ブロックを除く）
- 2010年5月10日 2:15:30 - 2:58:30（9日深夜『ミッドナイトチャンネル』内）

再放送
- 2011年3月22日 1:00 - 1:43（21日深夜）

### 第3回「女と男」
本放送（石川県内のみ）
- 2011年3月25日 22:00 - 22:43